# 长叶锈毛莓
长叶锈毛莓（学名：Rubus reflexus var. orogenes）为蔷薇科悬钩子属下的一个变种。

## 扩展阅读
- 維基物種上的相關：长叶锈毛莓